# Iberis amara
Iberis amara
Espèce
Classification phylogénétique
Iberis amara, de nom commun ibéris amer, est une espèce de plante sauvage du genre Iberis et de la famille de Brassicaceae.

## Description
Les fleurs d’ibéris amer ont la forme d’inflorescence et sont de couleur blanche. Il s’agit d’une plante annuelle ou bisannuelle, c’est-à-dire qu’elle peut vivre au maximum deux ans. Elle atteint une hauteur comprise entre 10 et 40 cm. En Europe, la floraison a lieu de mai à septembre.

## Répartition
Cette plante est originaire du Sud-Ouest de l'Europe et se retrouve dans une majeure partie de la France.

## Habitat
L'ibéris amer pousse en lisière de champs, a besoin d'une exposition ensoleillée et préfère les sols limoneux.

## Ingrédients et utilisation pharmacologique
Iberis amara contient des glucosinolate, des flavonols (dont la quercétine et le kaempférol) et des cucurbitacine au goût très amer. En raison de son goût amer, il a un effet stimulant sur la sécrétion gastrique et biliaire et il possède également des propriétés antispasmodiques et anti-inflammatoires.
Les indications sont les troubles gastro-intestinaux tels que l'estomac irritable, le syndrome du côlon irritable, les crampes, l'inflammation des muqueuses, les ulcères d'estomac, l'indigestion et les nausées. Les graines ont la teneur en cucurbitacine la plus élevée de toute la plante. Ils sont utilisés en homéopathie contre l'insuffisance cardiaque, les arythmies cardiaques et pour renforcer le cœur après des maladies aiguës et des opérations.